# Ebo evansae
Ebo evansae là một loài nhện trong họ Philodromidae.
Loài này thuộc chi Ebo. Ebo evansae được miêu tả năm 1972 bởi Sauer & Norman I. Platnick.